# Glossosoma ali
Glossosoma ali är en nattsländeart som beskrevs av Wolfram Mey 1996. Glossosoma ali ingår i släktet Glossosoma och familjen stenhusnattsländor. Inga underarter finns listade i Catalogue of Life.